# Gagea luberonensis
Gagea luberonensis là một loài thực vật có hoa trong họ Liliaceae. Loài này được J.-M.Tison miêu tả khoa học đầu tiên năm 1998.